# Kedar Massenburg
William « Kedar » Massenburg, né en 1964, est un producteur et directeur de Label discographique, qui était président de Motown Records de 1997 à 2004. Massenburg contribué à rendre Erykah Badu célèbre. Il déposa le terme de « neo soul ».
Massenburg est le fondateur et président de Kedar Entertainment.